# Das Ende der Geduld
Das Ende der Geduld ist ein deutscher Fernsehfilm des Regisseurs Christian Wagner, der am 19. November 2014 im Ersten erstmals ausgestrahlt wurde. Die Premiere fand bereits am 30. Juni 2014 beim Filmfest München statt.
Der Film porträtiert die Entwicklung des Neuköllner Modells der Jugendrichterin Kirsten Heisig, im Spielfilm verkörpert von Martina Gedeck als „Corinna Kleist“.

## Handlung
Die Jugendrichterin Corinna Kleist lässt sich nach einer halbjährigen Burnout-Auszeit zum Jugendgericht Neukölln versetzen. Sie versucht aus Engagement für die Menschen, die bürokratischen Abläufe so zu straffen, dass sie der psychologischen Realität der jugendlichen Täter angemessener sein können. Bei den Juristen-Kollegen trifft sie dabei auf große Widerstände. Sie geht gegen den 21-jährigen Wiederholungstäter Nazir vor, der als Clan-Chef die Drogenszene im Berliner Volkspark Hasenheide dominiert. Sie versucht dessen gerade eben strafmündig gewordenen 14-jährigen Bruder Rafiq, der als „Drogenkurier“ eingesetzt wurde, aus der Szene zu befreien, indem sie ihm einen Denkzettel erteilt. Das funktioniert jedoch nicht, wie sie es sich vorgestellt hatte – Gewalt und Unrecht sind die Folge. Die von zahlreichen Rückschlägen und juristischen Misserfolgen begleitete Entwicklung ihrer Initiativen zermürben die Kräfte der alleinstehenden Richterin. Am Ende begeht sie Suizid. Ihr Lebenswerk indes, das Neuköllner Modell, wird von Anderen weitergeführt.

## Hintergründe
- Der Film trägt den Titel des Buches Das Ende der Geduld: Konsequent gegen jugendliche Gewalttäter, in dem Heisig die Entwicklung des Neuköllner Modells beschreibt. Es erschien posthum und stand mehrere Monate in der Bestsellerliste des Nachrichtenmagazins Der Spiegel.[3]
- Die Dreharbeiten fanden vom 11. September 2013 bis zum 16. Oktober 2013 in Berlin statt.[4]
- Die Premiere des Films fand am 19. November 2014 im ARD-Hauptstadtstudio in Berlin statt und wurde am gleichen Tag um 20:15 Uhr auf Das Erste gesendet. Unter den Premierengästen kam eine Kontroverse über das Ende des Films auf: über Heisigs „Suizid, den auch an diesem Filmabend niemand so recht glauben will.“ Ein anwesender Kollege Heisigs, der Richter Stephan Kuperion, stellte mit dem „wichtigsten Satz des Abends“ klar: „Wenn Sie es nicht glauben, stellen Sie uns als Lügner dar.“[5]
- Der rbb-Moderator Ulrich Zelle hat sich im Film quasi selbst gespielt. Er wird auch in den Credits unter den Darstellern aufgeführt.

## Rezeption

### Kritiken
„Die Richterin wird in all ihren Widersprüchen und ihrer ganzen Vielschichtigkeit gezeigt. Die Täter und ihr Umfeld bleiben dagegen im Klischee – sozial schwach, bildungsfern, gewaltbereit. Vom alarmierenden Tonfall des Heisig-Buches, in dem nach jedem Satz ein Ausrufezeichen zu stehen scheint, kann sich der Film nicht lösen.“

### Einschaltquote
Die Erstausstrahlung von Das Ende der Geduld am 19. November 2014 wurde in Deutschland von 4,79 Millionen Zuschauern gesehen und erreichte einen Marktanteil von 15,7 % für Das Erste.
Eine Wiederholung am 15. Juni 2022 wurde in Deutschland von 2,9 Millionen Zuschauern gesehen und erreichte einen guten Marktanteil von 14,1 % für Das Erste.